# Holmengrå Fyr
Holmengrå fyr er et kystfyr i Fedje i Vestland fylke i Norge. Fyret ligger nord for Fedje, yderst i Fensfjorden som er indløbet til Statoil olieraffinaderi på Mongstad. Det markerer den sydlige afgrænsning af Sognesjøen, som strækker sig herfra mod nord til mundingen af Sognefjorden.
Fyret blev tændt første gang i 1892. Fyret er et 35,5 meter højt firkantet hvidt tårn med rød hat. Det lyser med karakteristik ISO WRG 6s og har en lysvidde på 13 sømil.
Fyret fik tågesignal i 1954 og blev elektrificeret i 1955. I 1975 blev der monteret radarfyr. Fyret blev automatiseret og fraflyttet i 1989.
I dag er fyrvogterboligen indrettet som ferielejlighed og som kan bookes for fyrferie.
Der har været en række skibsforlis ved Holmengrå Fyr i nyere tid:
- 20. september 1982: Fragtskibet «Hico»' af Stavanger sprang læk og sank 10 sømil nordvest for Holmengrå fyr. Ingen omkom.
- 9. januar 1983: Fragtskibet «Bebko» i kornfart for Stako havarerede nord for Holmengrå fyr. De syv søfolk blev bjerget i fuld storm.
- 4. februar 1989: Fragtskibet «Coast Trader» drev på land ved Holmengrå efter skruehavari. Mandskabet på fire blev reddet af losbåd.
- 25. september 1989: Smågasstankeren «Melrose» havarerede i storm sydvest for Holmengrå fyr. Alle blev bjerget.